# NGC 2948
NGC 2948 je galaksija u zviježđu Lavu.

## Vanjske poveznice
- SEDS: NGC 2948